# Ermida de São João (Velas)

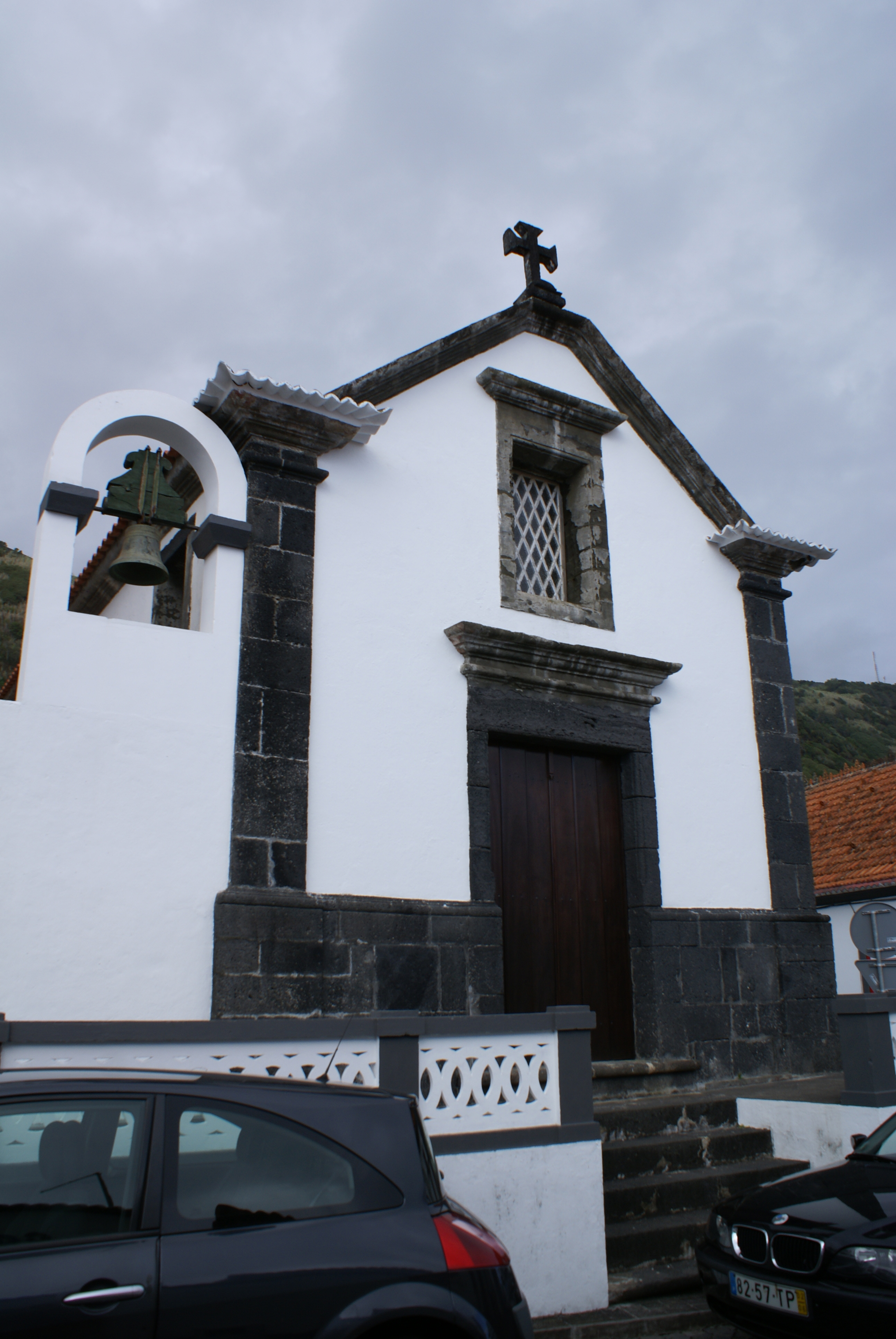
Ermida de São João, Velas.

A Ermida de São João é uma ermida Portuguesa localizada no concelho de Velas, ilha de São Jorge.
Esta ermida foi construída durante o Século XIX e reconstruída em 1898. Apresenta excelente trabalho em cantaria de basalto negro onde se destaca o frontão triangular efectuado no mesmo género de pedra e uma cruz a encimar a fachada igualmente feita em pedra basáltica negra.